# Olga Jefimowa
Olga Andriejewna Jefimowa (ros. Ольга Андреевна Ефимова; ur. 6 stycznia 1990 w Czelabińsku) – rosyjska siatkarka, grająca na pozycji rozgrywającej. Od sezonu 2018/2019 występuje w drużynie Zarieczje Odincowo.

## Sukcesy reprezentacyjne
Mistrzostwa Świata Kadetek:
- 2007

Mistrzostwa Europy Juniorek:
- 2008

Grand Prix:
- 2015[3]

Puchar Borysa Jelcyna:
- 2015

## Nagrody indywidualne
- 2008 - Najlepsza rozgrywająca Mistrzostw Europy Juniorek